# Gare de Moriya
La gare de Moriya (守谷駅, Moriya-eki) est une gare ferroviaire japonaise située dans la ville de Moriya dans la préfecture d'Ibaraki. Elle est gérée par la Metropolitan Intercity Railway Company (MIR) et la Kantō Railway.

## Situation ferroviaire
La gare de Moriya est située au point kilométrique (PK) 9,6 de la ligne Jōsō et au PK 37,7 de la ligne Tsukuba Express.

## Histoire
La gare a été inaugurée le 1er novembre 1913.

## Services aux voyageurs

### Accès et accueil
La gare dispose d'un bâtiment voyageurs, avec guichet, ouvert tous les jours.

### Desserte

#### Kantō Railway
- Ligne Jōsō : 
  - voies 1 et 2 : direction Toride
  - voies 3 et 4 : direction Shimodate

#### MIR
- Tsukuba Express :
  - voie 1 : direction Tsukuba
  - voie 2 : terminus
  - voies 3 et 4 : direction Akihabara